# Bob Younger
Pour les articles homonymes, voir Younger.
Robert Ewing Younger, plus connu sous le nom de Bob Younger, né le 29 octobre 1853 et mort le 16 septembre 1889, est un grand criminel américain.
Il est né dans le Missouri le 29 octobre 1853, c'est le treizième enfant sur les quatorze qu'ont leurs parents, Henry Washington Younger et Bersheba Leighton Fristoe. Durant la guerre de Sécession il rejoint dans les confédérés les cavaliers de William Quantrill. À la fin de la guerre, en retournant dans son foyer, il apprend que son père a été tué par les soldats de l'Union et qu'ils ont brulé sa maison. Il rejoint à ce moment (1873) le gang James-Younger, et attaque des banques et des trains, possessions de Yankees, surtout au Kansas et au Missouri.
En septembre 1876, il braque une banque et tue le banquier. La ville décide de poursuivre les trois frères, Bob est blessé à l'épaule et au ventre.
Bob Younger et son frère Jim Younger sont condamnés 25 ans de prison. À l'âge de 35 ans, il meurt de la tuberculose. Il est enterré au cimetière de Lee's Summit, dans le Missouri.